# World Series 1956
Die World Series 1956 war die 55. Auflage des Finals der Major League Baseball. Es standen sich die Meister der American League, die New York Yankees, und der Champion der National League, die Brooklyn Dodgers, gegenüber. Die Best-Of-Seven-Serie startete am 3. Oktober und endete nach sieben Spielen am 10. Oktober 1956. Sieger nach sieben Spielen wurden die New York Yankees.
Als MVP der Serie wurde der Pitcher der Yankees, Don Larsen, ausgezeichnet.

## Übersicht der Spiele
| Spiel | Datum        | Gast             | Score | Heim             | Score | Gesamtstand (NYY-BKN) | Ballpark       | Zuschauer |
| ----- | ------------ | ---------------- | ----- | ---------------- | ----- | --------------------- | -------------- | --------- |
| 1     | 3. Oktober   | New York Yankees | 3     | Brooklyn Dodgers | 6     | 0–1                   | Ebbets Field   | 34.479    |
| 2     | 5. Oktober a | New York Yankees | 8     | Brooklyn Dodgers | 13    | 0–2                   | Ebbets Field   | 36.217    |
| 3     | 6. Oktober   | Brooklyn Dodgers | 3     | New York Yankees | 5     | 1–2                   | Yankee Stadium | 73.977    |
| 4     | 7. Oktober   | Brooklyn Dodgers | 2     | New York Yankees | 6     | 2–2                   | Yankee Stadium | 69.705    |
| 5     | 8. Oktober   | Brooklyn Dodgers | 0     | New York Yankees | 2     | 3–2                   | Yankee Stadium | 64.519    |
| 6     | 9. Oktober   | New York Yankees | 0     | Brooklyn Dodgers | 1     | 3–3                   | Ebbets Field   | 33.224    |
| 7     | 10. Oktober  | New York Yankees | 9     | Brooklyn Dodgers | 0     | 4–3                   | Ebbets Field   | 33.782    |

Anmerkungen